# Jas Gawronski
Jas Gawronski (* 7. Februar 1936 in Wien) ist ein italienischer Journalist und Politiker (PRI, FI). Er war von 1981 bis 1994 und 1999 bis 2009 Mitglied des Europäischen Parlaments.

## Leben
Gawronski ist der Sohn des polnischen Diplomaten Jan Gawronski (1933–1938 polnischer Botschafter in Österreich) und der italienischen Schriftstellerin Luciana Frassati Gawronska. Der seliggesprochene Pier Giorgio Frassati war sein Onkel. Jas Gawronski legte den Hochschulabschluss in Rechtswissenschaften an der Universität Rom ab.
Von 1959 bis 1962 war er Osteuropa-Korrespondent für die Tageszeitung Il Giorno. Danach war er bis 1966 für die Gestaltung journalistischer Programme der RAI aus Vietnam, Indien, den Vereinigten Staaten und Osteuropa zuständig. Für die RAI war er von 1966 bis 1977 Korrespondent aus New York, danach aus Paris, Moskau und zuletzt bis 1981 aus Warschau. Von 1985 bis 1992 war er für politisch-wissenschaftliche Programme der Fernsehsender der Mediaset (Teil von Silvio Berlusconis Fininvest-Konzern) zuständig. 1989 wurde er Mitarbeiter der Tageszeitung La Stampa, bei der er auch dem Verwaltungsrat angehört.
Gawronski trat der Partito Repubblicano Italiano 1981 bei. Für diese saß er im Gemeinderat von Turin, im Regionalrat des Piemont und von 1981 bis 1994 im Europäischen Parlament. Dort saß er in der Liberalen und Demokratischen Fraktion, deren stellvertretender Vorsitzender er in der Legislaturperiode von 1989 bis 1994 war. Zudem war Gawronski 1989–1992 Vorsitzender der Delegation für die Beziehungen zu den Vereinten Nationen und 1992–1994 Vorsitzender der Delegation für die Beziehungen zu Polen.
Nach seinem Ausscheiden aus dem Europaparlament wechselte er zur Forza Italia und wurde Pressesprecher von Ministerpräsident Silvio Berlusconi. Von 1996 bis 1999 gehörte er dem italienischen Senat an. Von 1999 bis 2009 saß er noch einmal im Europaparlament, diesmal in der konservativen EVP-ED-Fraktion, deren Vorstand er von 2004 bis 2009 angehörte. Von 1999 bis 2009 war Gawronski Mitglied im Ausschuss für auswärtige Angelegenheiten des EU-Parlaments.